# Saint-Vincent-des-Landes
Saint-Vincent-des-Landes è un comune francese di 1 464 abitanti situato nel dipartimento della Loira Atlantica nella regione dei Paesi della Loira.

## Società

### Evoluzione demografica
Abitanti censiti